# شادي جمال
شادي جمال، لاعب كرة قدم يمني. وهو يلعب مع منتخب اليمن لكرة القدم، وقد سجل الهدف الأول لمنتخب بلاده في تاريخ كأس الخليج. وتنحدرأصول اللاعب شادي من مدينة تعز . وهو عازب ويلعب حاليا مع نادي اهلي تعز.

## كأس الخليج 2003
و قد سجل هدف في مرمى منتخب عمان لكرة القدم.